# (1791) Patsaïev
(1791) Patsaïev (désignation internationale (1791) Patsayev) est un astéroïde baptisé en hommage à Viktor Patsaïev (1933-1971), cosmonaute soviétique mort accidentellement lors de la dépressurisation brutale de la capsule Soyouz 11.